# Ryō Ishibashi
Ryō Ishibashi (jap. 石橋 凌 Ishibashi Ryō; ur. 20 lipca 1956) – aktor japoński. Znany na świecie dzięki rolom w klasycznych horrorach japońskich Suicide Club i Gra wstępna.

## Filmografia
- A Homansu (1986)
- A Sign Days (1989)
- Amerykański Yakuza (1993)
- Blue Tiger (1994)
- Natural Woman (1994)
- Back to Back (1996)
- Powrót przyjaciół (1996)
- Gra wstępna (1999)
- Brother (2000)
- Suicide Club (2002)
- Moon Child (2003)
- The Grudge – Klątwa (2004)
- The Grudge – Klątwa 2 (2006)
- Shamo (2007)
- Zabójca (2007)
- Gyakuten Saiban (2012)
- Ambasador nadziei (2015)
- Masquerade Hotel (2019)
- Aishū Cinderella (2021)